# Conquista de Lanzarote
La conquista de Lanzarote fue el proceso histórico por el que la isla de Lanzarote, en el archipiélago africano de Canarias ―España―, fue incorporada a la Corona de Castilla mediante la toma militar del territorio habitado por los aborígenes majos. Tuvo lugar entre 1402 y 1404, y fue una empresa privada dirigida por los caballeros franceses Jean de Béthencourt y Gadifer de La Salle con la autorización del rey Enrique III de Castilla. No obstante, la conquista efectiva de la isla se debió exclusivamente a la acción de Gadifer.
Fue la primera isla del archipiélago en ser ocupada definitivamente por los europeos, dando así inicio a la conquista de las islas Canarias que abarcaría gran parte del siglo XV.
El proceso de conquista de Lanzarote fue relativamente corto, con una duración de poco más de un año y medio, caracterizado por las disensiones y problemas de avituallamiento entre la hueste conquistadora más que por los enfrentamientos con los aborígenes, quienes en última instancia se rindieron debido principalmente a la hambruna provocada por la guerra.
La victoria última franco-normanda y las gestiones de Jean de Béthencourt en la corte castellana convirtieron la isla de Lanzarote en feudo de Castilla, siendo Béthencourt reconocido como único señor de las islas Canarias. La isla se convirtió en base de operaciones desde donde se prosiguió la conquista del archipiélago, y fue progresivamente colonizada por repobladores franceses y castellanos. Por su parte, la cultura aborigen desapareció y los majos supervivientes fueron cristianizados e incorporados a la nueva sociedad.

### La isla de Lanzarote antes de la conquista

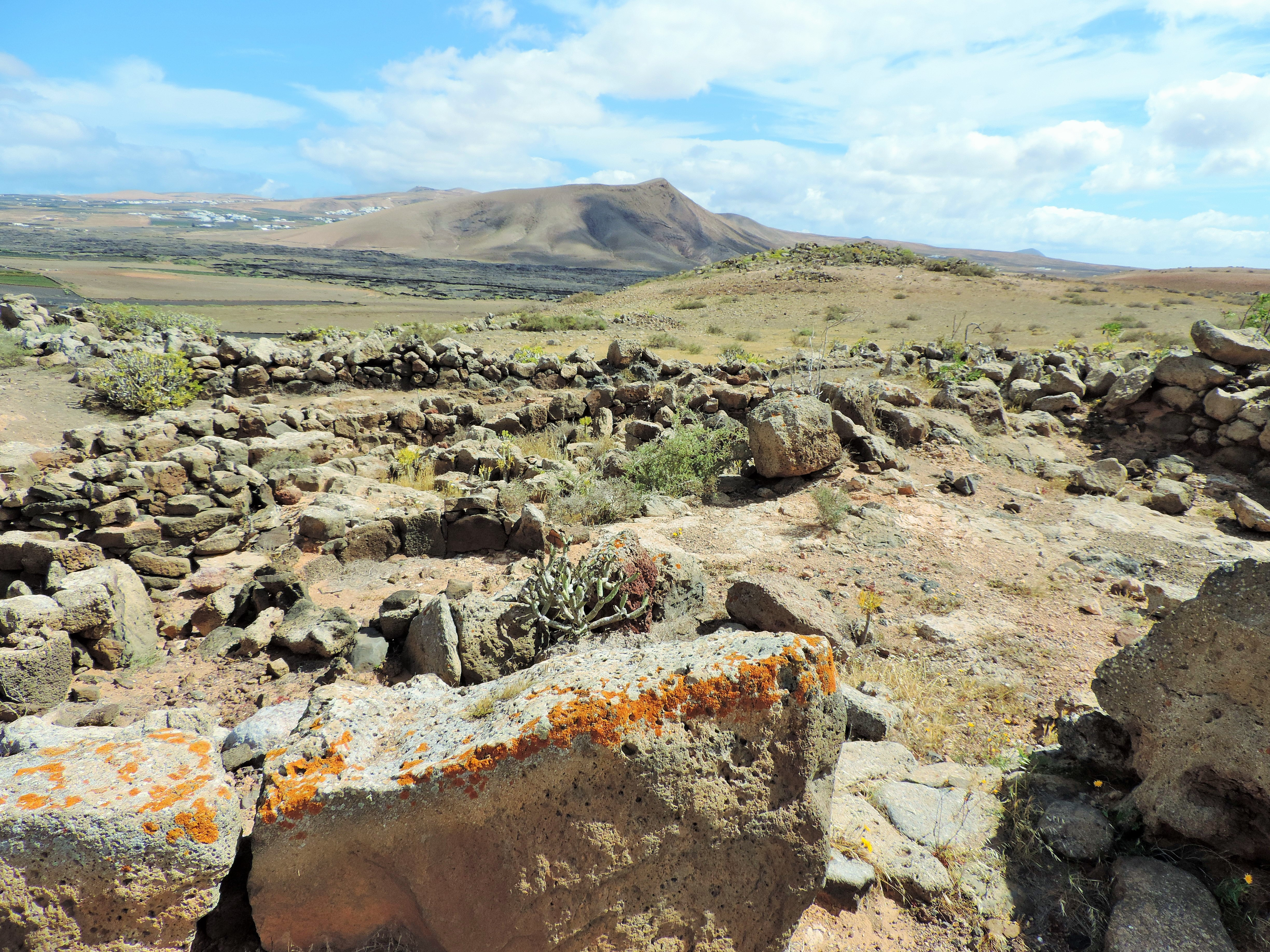
Restos arqueológicos del poblado de Zonzamas, en Teguise.

### Contactos previos con los europeos

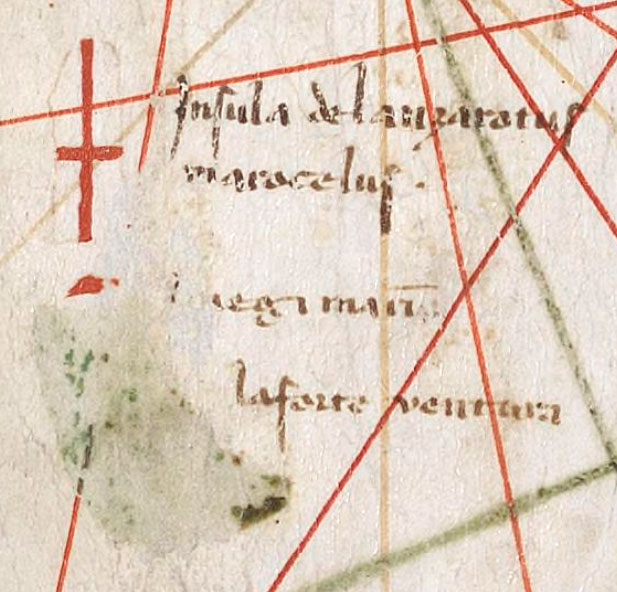
Detalle del portulano de Angelino Dulcert de 1339 en que aparece la isla de Lanzarote bajo el pendón de Génova con la denominación de insula de Lanzarotus Marocelus.

## Desarrollo de la conquista

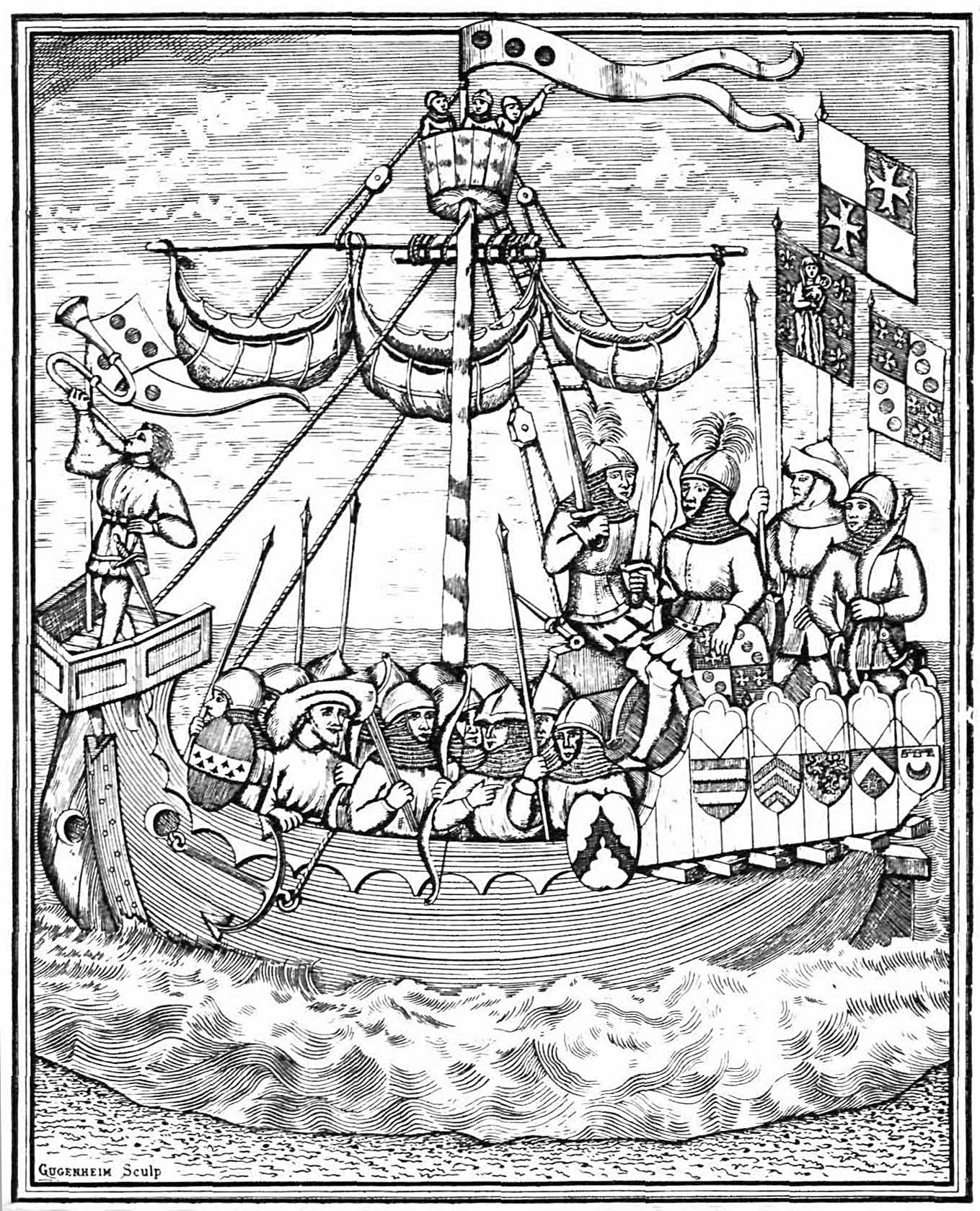
Grabado de la expedición franco-normanda comandada por Gadifer de La Salle y Jean de Béthencorut en 1402, ambos representados sentados en el castillo de popa.

### Llegada a Canarias

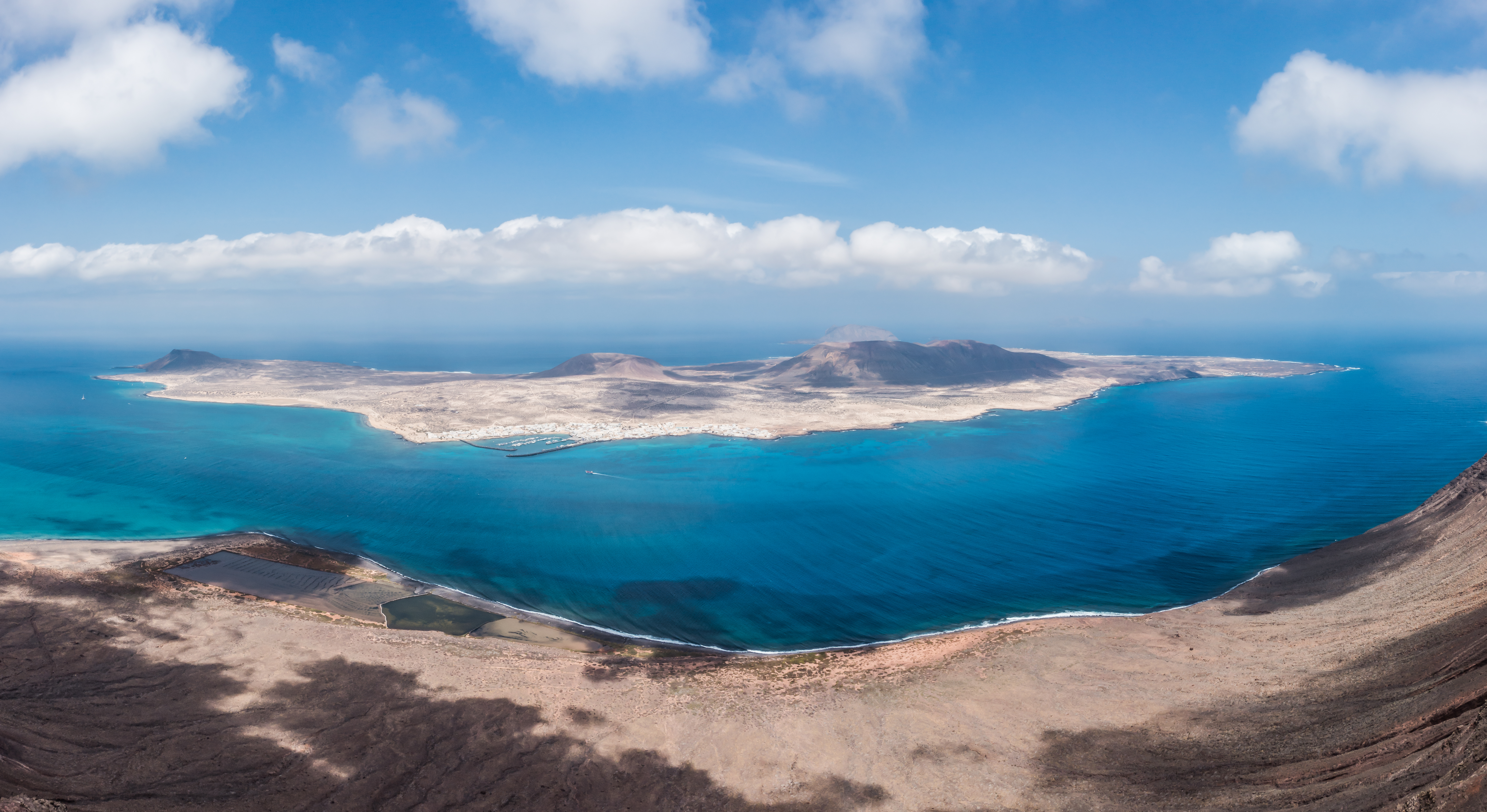
El estrecho de El Río entre las islas de La Graciosa y Lanzarote fue utilizado como primer fondeadero por la expedición conquistadora normanda en el verano de 1402.

### Establecimiento en Rubicón

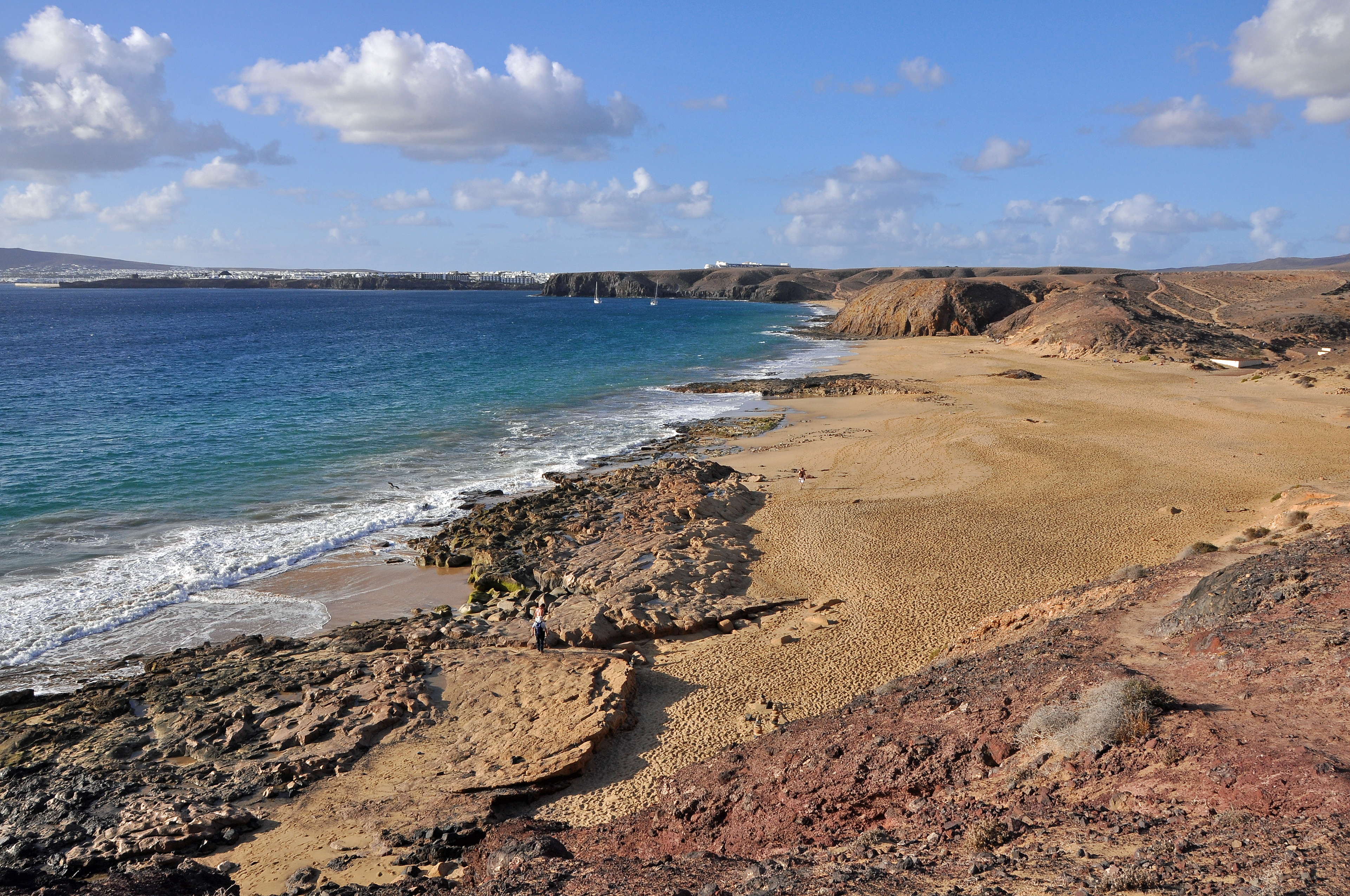
Playa del Pozo en la costa de Rubicón. Sobre las primeras elevaciones se construyó la torre o castillo de Rubicón durante la conquista.